# Klasa nominalna
Klasa nominalna, klasa rzeczownikowa, klasa imienna – wyróżniana w gramatyce niektórych języków grupa pojęciowa rzeczowników, z których każda wymaga osobnej formy wyrazu określającego dany rzeczownik.
Rzeczowniki należące do poszczególnych klas mogą mieć jakąś charakterystykę formalną (prefiks, sufiks), odróżniającą pewne klasy od siebie (tak jest np. w suahili), ale nie muszą (np. w języku lakijskim). Podstawą podziału na klasy są kategorie znaczeniowe – przykładowo w języku duala (rodzina bantu) istnieje siedem klas: pierwsza obejmuje rzeczowniki oznaczające osoby (ludzi), druga istoty żywe niebędące osobami, trzecia narzędzia, towary i tym podobne rzeczy, piąta rzeczy małe. Zatem klasy nominalne w językach bantu i niektórych kaukaskich (np. lakijskim, czeczeńskim) są zjawiskiem tego samego typu co rodzaj gramatyczny rzeczowników w językach indoeuropejskich (jednak nie są z nim tożsame).